# Manfred Christl
Manfred Christl (* 20. Oktober 1941 in Rockendorf, Landkreis Marienbad) ist ein deutscher Chemiker (Organische Chemie) und Hochschullehrer.

## Leben
Christl studierte ab 1961 Chemie an der Ludwig-Maximilians-Universität München mit Diplom 1966 und wurde dort bei Rolf Huisgen 1969 mit der Arbeit Zur Kenntnis der Cycloadditionen der Nitriloxide und der Knallsäure promoviert. Nach Postdoc-Aufenthalten bei Huisgen und bei John D. Roberts am California Institute of Technology habilitierte er sich 1977 bei Siegfried Hünig mit der Arbeit Endo,endo-überbrückte Bicyclo[1.1.0]-butane. Synthese aus Benzvalen, Reaktivität und NMR-Spektroskopie. Seine Habilitation hatte er noch in München begonnen. Anschließend war er zunächst kurzzeitig Privatdozent, dann bis 1997 C2-Professor und schließlich bis 2007 C3-Professor in Würzburg. Einen Ruf nach Greifswald hatte er abgelehnt.
Seine Arbeitsgebiete sind insbesondere die Synthese und Reaktionen hochgespannter Ringsysteme wie beispielsweise Benzvalen sowie deren spektroskopische Charakterisierung.
Nach seiner Emeritierung klärte er aktuelle fehlerhafte Forschungsergebnisse aus Japan und den USA mit dem Hinweis auf Ergebnisse, die bereits Theodor Zincke erzielt hatte, auf.

## Publikationen
- Manfred Christl bei researchegate